# Tanyproctoides silfverbergi
Tanyproctoides silfverbergi är en skalbaggsart som beskrevs av Keith 2002. Tanyproctoides silfverbergi ingår i släktet Tanyproctoides och familjen Melolonthidae. Inga underarter finns listade i Catalogue of Life.